# 유사도 학습
유사도 학습(Similarity learning) 또는 유사성 학습은 같은 종류의 데이터 간의 유사한 정도를 학습하는 기계 학습이다.

## 같이 보기
- 코사인 유사도
- 대조 학습
- 순위 학습